# Metehan Başar
Pour les articles homonymes, voir Başar.
Metehan Başar, né le 19 février 1991, est un lutteur gréco-romain turc.

## Biographie
Metehan Başar est issu d'une famille adepte de la lutte : son oncle Hakkı Başar était lui-même lutteur, et son père a toujours voulu faire de lui un lutteur.
En 2015, il participe aux jeux européens, et remporte une médaille de bronze en catégorie des moins de 85 kg.
En 2017, toujours dans la même catégorie, il remporte d'abord une médaille d'argent aux championnats d'Europe, avant de remporter l'or aux championnats du monde.

## Palmarès

### Championnats du monde
- Médaille d'or en lutte gréco-romaine dans la catégorie des moins de 85 kg en 2017 à Paris

### Championnats d'Europe
- Médaille d'argent en lutte gréco-romaine dans la catégorie des moins de 85 kg en 2017 à Novi Sad

### Jeux européens
- Médaille de bronze en lutte gréco-romaine dans la catégorie des moins de 85 kg en 2015 à Bakou

### Jeux méditerranéens
- Médaille d'or en lutte gréco-romaine dans la catégorie des moins de 87 kg en 2018 à Tarragone